# イーゾラ・デル・リーリ
イーゾラ・デル・リーリ（伊: Isola del Liri）は、イタリア共和国ラツィオ州フロジノーネ県にある、人口約11,000人の基礎自治体（コムーネ）。
市街は二股に分かれたリーリ川の2つの流路の間にある。多くの滝があり、産業にも用いられている。

## 名称
略してイーゾラ・リーリ（イタリア語: Isola Liri）とも呼ばれる。

## 地理
フロジノーネ県の中央部に位置するコムーネ。イーゾラ・デル・リーリの市街は、「リーリの島」を意味する名の通り、二股に分かれたリーリ川の2つの流路の間にある。県都フロジノーネから東北東へ20km、カッシーノから北西へ30km、ローマから東南東へ94km、ナポリから北北西へ109mの距離にある。

### 隣接コムーネ
隣接するコムーネは以下の通り。
- アルピーノ
- カステッリーリ
- ソーラ

### 気候分類・地震分類
イーゾラ・デル・リーリにおけるイタリアの気候分類 (it) および度日は、zona D, 1916 GGである。
また、イタリアの地震リスク階級 (it) では、zona 1 (sismicità alta) に分類される。

## 歴史
古代、ウォルスキ族が建設した都市に起源を持つ。西ローマ帝国の崩壊後は、東ローマ帝国ついでランゴバルド王国の支配を受けた。
その後、ソーラ公国 (Duchy of Sora) の一部となり、ボンコンパーニ家 (Boncompagni) のもとで公国の首府となった。1796年に教皇領（教皇国家）に編入された。
もとはカンパニアの Terra di Lavoro の一部であったが、ファシスト政権期にラツィオ州に編入された。

## 行政

### 山岳部共同体
広域行政組織である山岳部共同体「ヴァッレ・デル・リーリ山岳部共同体」 (it:Comunità montana Valle del Liri) （事務所所在地: アルチェ）を構成するコムーネの一つである。

### 分離集落
イーゾラ・デル・リーリには、以下の分離集落（フラツィオーネ）がある。
- Borgonuovo, Carnello, Capitino, San Paolo, San Carlo, San Domenico, San Sebastiano, Selva Alta, Selva Forli, Poggio-Stazione, Tavernanova, Pirandello

## 姉妹都市
- ニューオーリンズ、アメリカ合衆国 - 1997年
- カレドン、カナダ - 2023年